# صفصاف حاد الأوراق
صفصاف حاد الأوراق أو الصفصاف البنفسجي السيبيري أو الصفصاف البنفسجي (الاسم العلمي: Salix acutifolia)، نوع من الصفصاف وفصيلة الصفصافية. مواطنه الأصيلة في روسيا وشرق آسيا. وهي شجرة أو شجيرة نفضية، يصل طولها إلى 10 أمتار.